# François Calot
François Calot (Arrens 1861- Adast 1944) est un chirurgien, mondialement connu au début du XXe siècle, pour son expertise en matière d'orthopédie. Il a exercé principalement à Berck (département du Pas-de-Calais), qui lui doit une partie de sa réputation actuelle, il y a notamment fondé un établissement hospitalier qui porte son nom : l'Institut Calot. 

## Biographie
Jean François Calot nait le 17 mai 1861 à Arrens (Hautes-Pyrénées). Fils de Dominique Calot, cultivateur et de Jeanne Marie Merceré, ménagère, Il nait dans une famille très catholique, ses quatre frères deviendront prêtres ou jésuites et enseignants. 
Il effectue sa scolarité à l'Institution secondaire de Saint-Pé de Bigorre, est bachelier es lettres et es sciences en 1880 et vient à Paris en 1881 pour des études de médecine, en travaillant comme répétiteur dans une école tenue par des jésuites pour payer sa scolarité.
À la faculté de médecine, il est prosecteur. Il étudie l'anatomie et la dissection sous la direction de Louis Hubert Farabeuf. Il est reçu au concours d'internat en 1887.
François Calot épouse en octobre 1894 Marie Bacqueville, morte en 1934. Le couple aura quatre filles. 
Ses services militaires, antérieurs à la Première Guerre mondiale, comprennent une action de volontariat à Toulouse en 1885, l'obtention du grade d'aide-major de 1re classe avant d'être réformé pour infirmité.
Il participe activement à la Première Guerre mondiale en tant que médecin-chef des trois hôpitaux militaires de Berck. Pendant la seconde guerre mondiale, il est évacué sur ordre de l'occupant, et vient s'installer au château de Vigny près de Paris.
Il prend sa retraite définitive en 1941 et va s'installer dans le château de Miramont acheté en 1906 à Adast.
Il meurt le 1er mars 1944, à l'âge de quatre-vingt-trois ans, au château de Miramont, après une longue carrière de cinquante-quatre ans marquée par une activité débordante, la recherche permanente de perfectionnements, de très nombreuses communications et plusieurs ouvrages retraçant les résultats obtenus.

### Personnalité
François Calot est un homme de petite taille, doté d'une grande énergie et d'une forte personnalité, affirmant ses idées et n'hésitant pas à discuter fermement avec ses collègues lorsque ceux-ci ne partagent pas ses diagnostics ou les thérapies qu'il propose. Il dirige son établissement avec fermeté. Il semble apprécier la notoriété en utilisant un talent médiatique affirmé.  

## Carrière médicale
François Calot commence sa carrière médicale en étant interne aux hôpitaux de Paris en 1887, il exerce aux établissements Saint-Louis et Bichat, puis devient docteur en médecine de la faculté de Paris le 12 décembre 1890 avec une thèse estimée très importante sur une technique pratiquée depuis moins de dix ans : la cholecystectomie (ablation de la vésicule biliaire) qui le classe parmi les chirurgiens d'avenir. Il affirme que le travail dans la région du canal cystique « est la partie la plus délicate de l'opération. « Il a décrit un triangle isocèle dont la base est le canal hépatique commun et les côtés sont le bord inférieur du canal cystique et le bord supérieur de l'artère cystique. Il insistait pour que cette configuration soit clairement délimitée avant l'application des clamps. En cela, Calot confirmait le dicton selon lequel « le chirurgien doit travailler par la vue et non par la foi ».

### Chirurgien à Berck
Sur la recommandation de ses professeurs Just Lucas-Championnière et Louis Félix Terrier, il est nommé en 1890 interne à l'hôpital maritime de Berck.
Élève du professeur Henri Cazin, il y exerce comme interne puis chirurgien-chef intérimaire lors de la maladie de Cazin. Il y reprend les méthodes appliquées pour le traitement chirurgical de la tuberculose ostéo-articulaire, constate les risques qu'elles comportent et se prononce pour un traitement plus conservateur : « ouvrir les tuberculoses c'est ouvrir la porte à la mort.» ll introduit également dans la pratique les règles de l'asepsie et de l'antisepsie initiées pour les opérations chirurgicales par Lucas-Championnière.
En 1891, François Calot échoue à devenir le médecin-chef et successeur de Cazin à l'hôpital maritime de Berck et gardera des relations compliquées avec le docteur Victor Ménard qui en assume la responsabilité. Il rebondit en tant que médecin chef de l'hôpital Nathanaël de Rothschild et du dispensaire Henri-de-Rothschild ouvert en 1892 pour soigner gratuitement les enfants pauvres de la région. Il assure également la fonction de chirurgien-chef du nouvel hôpital Cazin-Perrochaud, dont il a soutenu la création, ouvert pour les enfants malades, par les religieuses franciscaines qui ont dû quitter l'hôpital maritime du fait de la laïcisation des hôpitaux de Paris.
Dès 1900, grâce au soutien de la famille Rothschild, qui finance plusieurs réalisations hospitalières à Berck, il fait construire à l'extrémité nord de la plage, sur un terrain qu'il a acheté, un institut, établissement hospitalier orthopédique, qui va changer plusieurs fois de nom pour s'appeler finalement Institut Calot. La fondation, concrétisation d'un établissement moderne dédié aux maladies de l'appareil locomoteur, compte une clinique chirurgicale et deux pavillons pour enfants, accompagnés de leur famille ou non. Elle dispose de moyens de pointe pour l'époque, comme un service de radiologie. Accueillant d'abord des personnes de familles aisées, la maison de cure s'ouvre ensuite rapidement aux garçons de famille modeste en 1901, puis aux filles dès 1906. L'établissement connait un succès rapide qui se traduit par la hausse de sa capacité : cent lits en 1900, six cents en 1939. François Calot y passe la majorité de son temps professionnel tout en dirigeant deux autres centres, l'un avenue Montaigne à Paris et l'autre dans sa région d'origine à Argelès-Cazost.
Pendant toute la première guerre mondiale, il exerce en tant que médecin chef des hôpitaux de trois des établissements militaires de Berck. Il devient un expert en traumatologie de guerre, prône l'immobilisation la plus rapide possible des fractures, se prononce pour des méthodes évitant l'amputation en procédant à des interventions dans les ambulances du front. Il prend également en charge les militaires atteints de tuberculoses osseuses, en insistant sur l'intérêt de les envoyer dans les hôpitaux marins,.
Son hôpital accueille également des militaires blessés. De même, dès le début de la seconde guerre mondiale, l'institut Calot sert de lieu d'accueil pour les réfugiés.
Il a exercé gratuitement en tant que chirurgien en chef à l'hôpital de l'Oise et des départements, à l'hôpital des assistances départementales et a mérité à ce titre des adresses de remerciements du conseil général de l'Oise.
Il revend son institut en 1934, année de décès de sa femme, à une société anonyme, dite société Calot, mais continue d'en assurer la direction jusqu'à sa retraite en 1941.
François Calot, médecin chef de tout le groupement hospitalier de Berck, a beaucoup contribué à faire connaitre ce centre médical par ses conférences, interventions diverses et nombreuses publications rééditées plusieurs fois.
Après sa mort, le docteur Fouchet (1881-1969), son neveu, maire de Berck de 1959 à 1965, lui succède et reconstruit l'Institut Calot.

### Médecin renommé
Le 22 décembre 1896, François Calot fait devant l'Académie de médecine, une communication retentissante sur la réduction de la gibbosité pottique fondée sur un redressement en une seule fois suivie d'une immobilisation par plâtre pendant dix à douze mois. La presse internationale et les caricaturistes s'en emparent et il devient « celui qui sait redresser les bossus ». Ses confrères se montrent beaucoup plus partagés et critiquent une méthode jugée hasardeuse, qu'il va d'ailleurs rapidement délaisser pour une pratique plus progressive à l'aide de tractions et d'appareils plâtrés pour l'immobilisation,.
Il poursuit les travaux sur le traitement du mal de Pott, en cherchant à vider l'abcès tuberculeux, grâce à la fois à des ponctions au moyen de l'« aspirateur Calot », et à des injections destinées à soigner le malade. Il utilise également les méthodes d'Edville Gerhardt Abbott, (1871-1938), chirurgien orthopédique américain, et se prononce pour un traitement orthopédique de la luxation congénitale de la hanche.
Sa renommée attire à Berck des patients illustres, comme la reine Nathalie de Serbie (Natalija Obrenović) ou la grande duchesse Hélène Vladimirovna de Russie.
À l'exposition universelle de Bruxelles de 1910, il préside la section française de médecine et de chirurgie. Il est également président d'honneur de plusieurs congrès internationaux trisannuels de médecine et de chirurgie : à Moscou (1897), Madrid (1903), Lisbonne (1906), Saint-Sébastien (1912), et du congrès international de la tuberculose à Rome en 1912. Il a obtenu des grands prix lors d'expositions universelles (exposition universelle de 1904 à Saint-Louis).
François Calot a mis en place des cours de perfectionnement annuels pour les médecins et étudiants français et étrangers : enseignement de l'orthopédie et du traitement des tuberculoses externes. Il a donné plusieurs cours et conférences, qui attirent des spécialistes du monde entier, sur l'orthopédie, sur la tuberculose ostéoarticulaire.
François Calot est avant toute chose un partisan de la chirurgie conservatrice et orthopédique. Au cours de sa carrière, il a soigné diverses affections, telles que la coxalgie, le mal de Pott, les arthrites tuberculeuses, le rachitisme, en inventant au besoin différents dispositifs : appareils de suspension, immobilisation de redressement, corsets, muscles artificiels... Ses méthodes sont aujourd'hui obsolètes, l'utilisation des antibiotiques ayant tout modifié, mais il demeure un des fondateurs du Berck médical.
Au cours de sa carrière, on lui connait une erreur majeure, celle d'avoir nié l'existence de la maladie de Legg-Calvé-Perthes, ostéochondrite primitive de la hanche, erreur peut-être liée aux relations parfois compliquées avec certains confrères berckois : Victor Ménard déjà cité, disciple d'Odilon Lannelongue, ou Jacques Calvé<,.

## Œuvres
François Calot écrit énormément : articles et publications sur ses sujets de prédilection (l'orthopédie en général, les scolioses, les pathologies de la hanche) tant pour ses collègues chirurgiens du monde entier que pour les médecins généralistes et le grand public. S'y ajoutent plusieurs ouvrages, souvent réédités à de nombreuses reprises,,, parfois traduits et publiés à l'étranger, parmi lesquels peuvent être cités : 
- Traité de la coxalgie, 1895.
- Les maladies qu'on soigne à Berck, 1900.
- Technique du traitement de la coxalgie, 1904.
- Traité de la luxation congénitale de la hanche, 1905.
- Traité pratique et technique orthopédique, 1904-1905, 3 volumes.
- Les traitements des tumeurs blanches, 1906.
- Traitement rationnel du mal de Pott, 1906.
- L'orthopédie indispensable aux praticiens, 1909, plusieurs fois réédité[17].
- Guérison de la scoliose et méthode d'Abott, 1913.
- Berck. Ses méthodes de traitement et son climat idéal, 1914
- Orthopédie de guerre, 1916.
- Chirurgie et orthopédie de guerre, 1917.
- Berck et ses traitements : les raisons de sa supériorité, 1933[21]

## Distinctions
- François Calot est fait, le 20 octobre 1911, chevalier[22] puis, le 14 février 1921, officier de la Légion d'honneur, par décret du Ministère de la Guerre, pour services rendus aux blessés et malades militaires[23].
- Il est également décoré de l'ordre de l'Étoile de Roumanie

## Hommages
- Le peintre Albert Besnard réalise son portrait en 1897, tableau présenté au Salon des artistes français la même année[14].
- Une rue de Berck porte son nom : l'Institut François Calot a désormais pour adresse la rue du Docteur Calot[24].

## Portrait
- Une photographie de François Calot figure sur le site des Archives départementales du Pas-de-Calais[5] et dans une communication du docteur Loisel[25].